# Гречаний Парфентій Карпович
Парфе́нтій Ка́рпович Греча́ний (нар. 21 листопада 1924 — пом. 1 березня 1943) — учасник Німецько-радянської війни, один із організаторів і керівників підпільної організації спротиву Партизанська іскра в селі Кримка Первомайського району Миколаївської області, Герой Радянського Союзу посмертно (1958).

## Біографія
Народився в селі Кримка Миколаївської області. Після закінчення 9 класів Кримківської середньої школи — секретар комсомольської організації школи.
Після окупації села румунськими та німецькими загарбниками разом із директором школи Володимиром Моргуненком та іншими підпільниками у лютому 1942 року було створено підпільну організацію «Партизанська іскра».
Під його керівництвом підпільники саботували накази жандармерії і сільських управ, проводили диверсії. Вони підірвали німецьку автомашину на дорозі Первомайськ — Доманівка, знищивши при цьому 6 румунських солдат. Молодими патріотами неодноразово виводився з ладу ворожий телефонний зв'язок. Було підірвано ешелон із живою силою та технікою на ділянці Врадіївка — Любашівка.
Румунська жандармерія провела в селі низку арештів. Комітет організації «Партизанська іскра» ухвалив рішення напасти на жандармерію і звільнити заарештованих товаришів. Бій у ніч з 17 на 18 лютого 1943 року у жандармерії пройшов вдало, заарештовані Іван Герасименко і Дмитро Попик, були звільнені. Після цього з 18 лютого почалися масові арешти підпільників. Гречаний переховувався в сусідньому селі, але 1 березня був виявлений і не бажаючи здаватися фашистам, застрелився.

## Нагороди

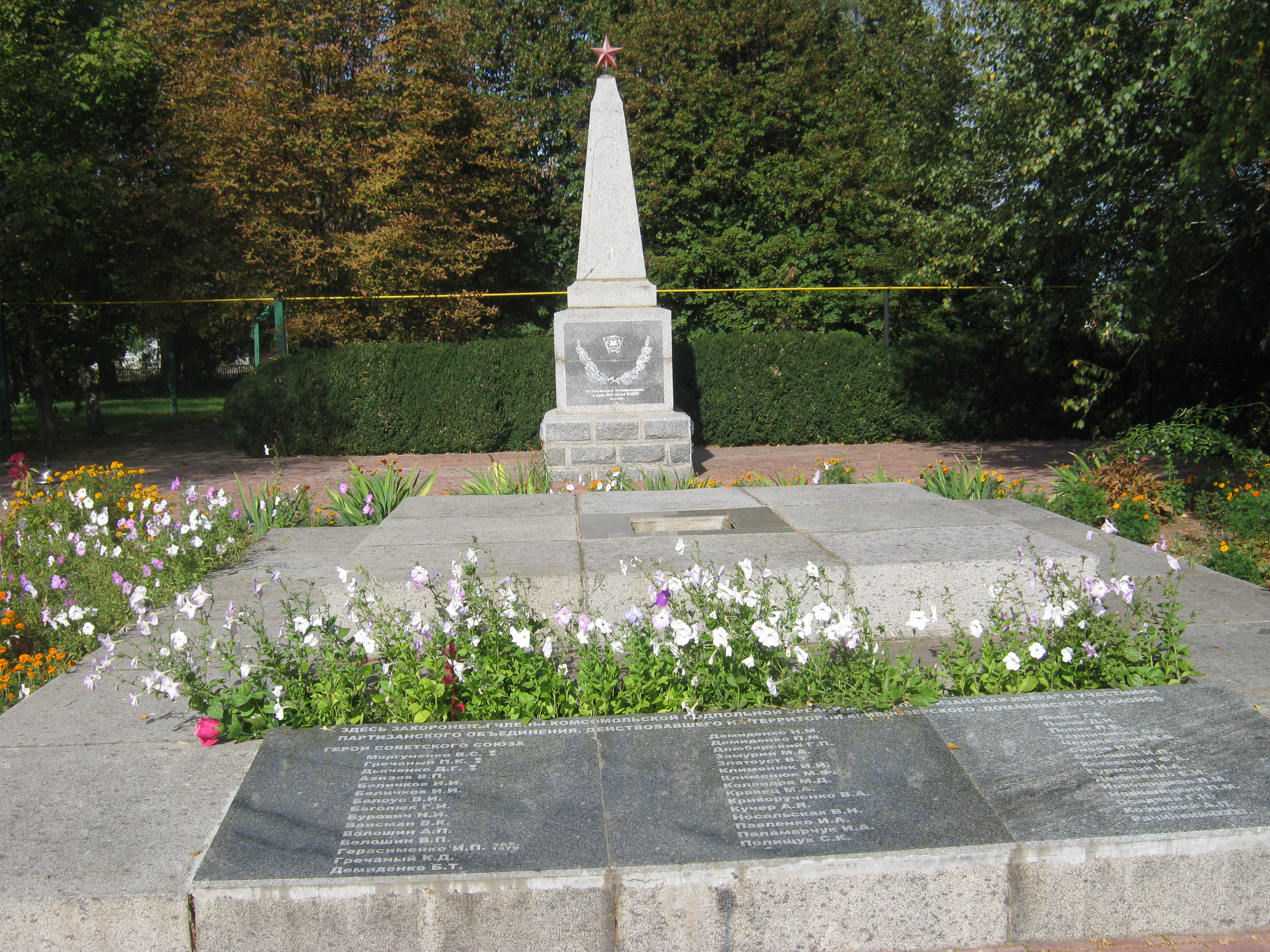
Братня могила підпільників

1 липня 1958 року Володимиру Степановичу Моргуненку, Парфентію Карповичу Гречаному, Дарії Григорівні Дяченко було присвоєно звання Героя Радянського Союзу.
- Медаль «Золота Зірка» (1958, посмертно);
- Орден Леніна (1958, посмертно);
- Медаль «Партизанові Вітчизняної війни» 1-го ступеня (1955, посмертно).

## Вшанування пам'яті
У місті Первомайськ є вулиця Парфентія Гречаного.